# Pierre de Bérulle
Pierre de Bérulle (4 de febrero de 1575 - 2 de octubre de 1629) fue un cardenal y escritor ascético francés.
Desde su juventud, incluso antes de su ordenación, se consagró a la conversión de los protestantes. Buscó establecer en los hombres un vínculo de amor con la persona de Jesús. Escribió el Discurso sobre la abnegación interior.
En 1599 publicó su Tratado de los energúmenos, acerca de las posesiones diabólicas, que Bérulle interpreta como advertencias del poder del diablo y de las penas del infierno, y cuya cura residiría en el exorcismo.
Introdujo el Carmelo en Francia aunque intentó introducir un nuevo voto de servicio para las religiosas que no fue aceptado por estas.  En 1611, estimulado por san Francisco de Sales, fundó la Sociedad del Oratorio, destinada a la educación del clero. 
Fue cardenal (30 de agosto de 1627) sólo los dos últimos años de su vida, aunque no llegó a recibir el capelo ni el título. Murió mientras celebraba la misa el 2 de octubre de 1629.